# Symplocos aspera
Symplocos aspera är en tvåhjärtbladig växtart som beskrevs av August Brand. Symplocos aspera ingår i släktet Symplocos och familjen Symplocaceae. Inga underarter finns listade i Catalogue of Life.